# Historiometrie
Historiometrie ist eine Lehrmethode für den Geschichtsunterricht. Der Begriff ist 1959 gebildet worden und ist vom bekannten Begriff Historiographie abgeleitet. Der Terminus wurde am 24. September 2001 dem Urheber G. Scharf amtlich zuerkannt. Er war anlässlich der Anfertigung von Zeit-Übersichten für den Geschichtsunterricht mit besonderer Verwendung horizontaler oder vertikaler Lineaturen entstanden und dient dazu, chronologische Abläufe exakt zu verdeutlichen. Praktiziert wurde diese Lehr- bzw. Lernmethode mit dem Druck der historiometrischen Zeitkarte (DIN-A-2-Faltblatt) „Stichwort-Daten in Koordinaten zur Allgemeinen Weltgeschichte / 19. Jahrhundert n. Chr. / Zeitpunkte und Zeitstrecken wichtiger Ereignisse“, Remscheid 1959. Ein Jahr zuvor war als historiographische Zeitkarte die Übersicht „... Allgemeine Weltgeschichte / Von der Alt-Steinzeit bis zur Gegenwart“ (Jahrtausende) samt „Von der Jung-Steinzeit bis zur Gegenwart“ (Jahrhunderte) entstanden.

## Ergänzungen für den Schulunterricht
Zur Belebung dieser linearisierten Tabellen nach dem Ploetz-Vorbild wurden drei farbige Faltblätter als Sparkassen-Werbemittel gedruckt, deren jeweils sechs Zeilen historische Epochen abbildeten. Diese Art der Gesamtschau erweiterte sich in Gestalt eines Geschichts-Fachraumes mit einem beweglichen Geschichts-Fries von zwölf Quadratmeter-Spanplatten, die beidseitig mit Dokumentationen bestückt werden konnten. Die Fachzeitschrift NEUE DEUTSCHE SCHULE beschrieb das Projekt „Ganzheitlicher Geschichtsunterricht in exakter historischer Zeitenschau“ 1961 als Sonderdruck.

## Ergänzungen für die Erwachsenenbildung
Für die außerhalb des täglichen Schuldienstes erfolgte Tätigkeit in Lehrerbildung, Volkshochschule, Universität und bei privaten Vorträgen waren handlichere Erläuterungen zu den abstrakten Zeitkarten sinnvoll. Dank der Kopiertechnik entwickelten sich aus einfachen Anfängen inzwischen Collagen zu thematisch begrenzten Zeit-Panoramen.

## Anwendungen
Ausgelöst wurde die Realisierung dieses methodischen Anliegens 1955 in Wuppertal im Rahmen der Ersten Lehrerprüfung zwecks Neubesinnung auf den Schiller-Vortrag Was heißt und zu welchem Ende studiert man Universalgeschichte?, Jena 1789.

## Eintragung der Historio-Metrie als Marke
Bei der Historio-Metrie handelt es sich um eine beim Deutschen Patent- und Markenamt eingetragene Marke.